# 코스트코

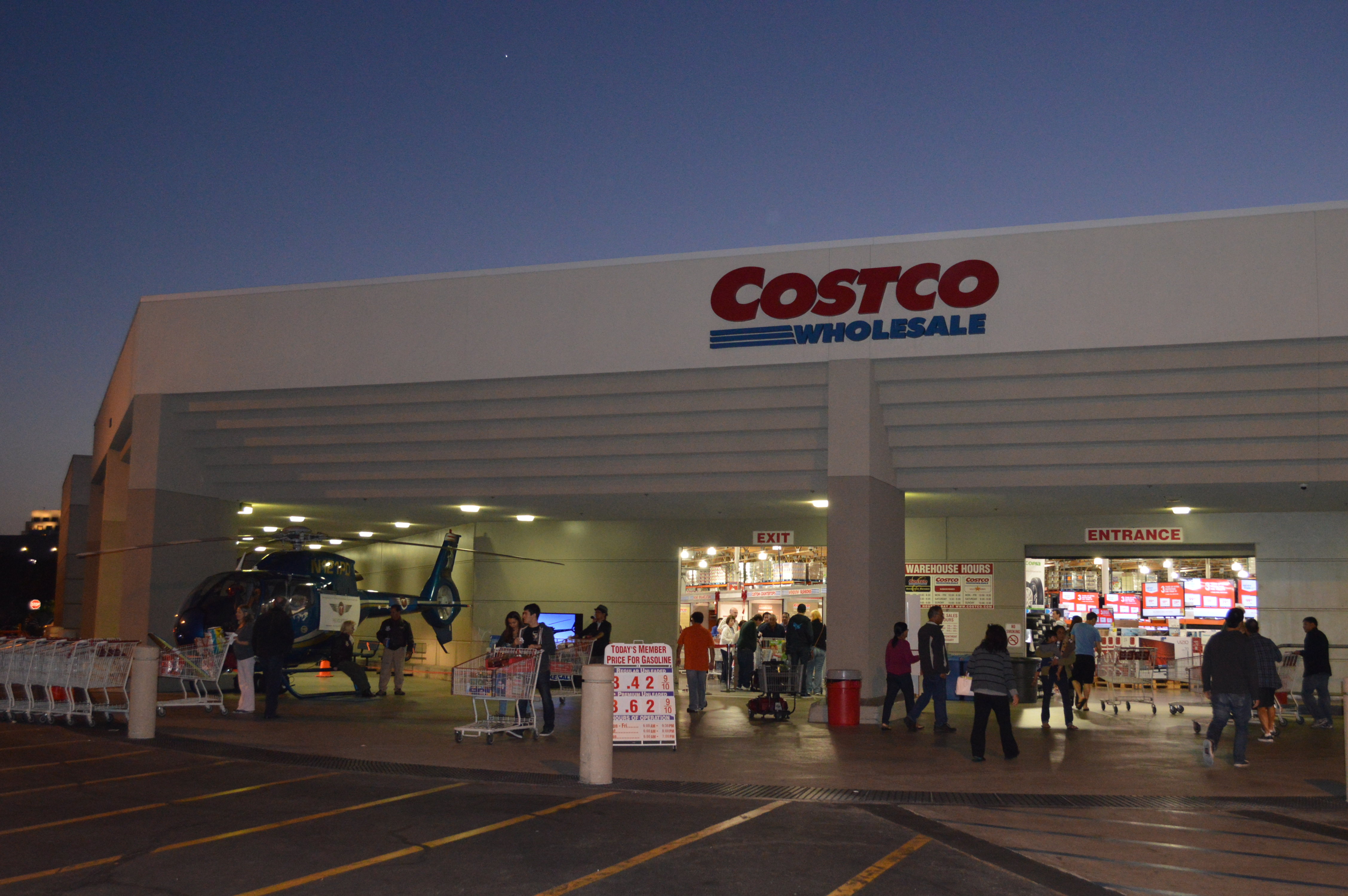
미국의 코스트코 매장. Irvine, CA, USA (2013)

코스트코는 미국의 창고형 도매 유통 기업으로, 주로 코스트코 창고에서 물건을 판매한다. 1983년에 짐 시네갈과 제프리 브로트먼이 기업 고객을 대상으로 하는 도매 유통을 시작했으며 본사는 워싱턴주 이사콰에 있다.
2022년 9월(8월 말) 회계연도 종료 기준으로 전 세계에 838개의 매장이 있으며 이는 2021년 12월 31일의 828개에 비해 늘어난 숫자다. 지속적으로 매장을 늘리고 있으며 가장 매장이 많은 아메리카의 미국과 캐나다에 각각 578개와 107개의 압도적인 비율의 매장이 있으며 뒤로 멕시코(40개)와 일본(31개) 영국(29개) 한국(21개) 대만(14개) 호주(13개) 스페인(4개) 프랑스(2개) 중국(2개) 아이슬란드(1개) 순으로 있다. 전체 임직원은 30만 4천 명이며 임직원의 숫자도 미국과 캐나다 매장의 압도적인 수에 의해 각각 전체 임직원의 66%(20만 2천 명)와 16%(5만 명)을 차지하고 나머지 전 세계가 17%(5만 2천 명)를 담당한다.
또한 코스트코 온라인몰의 E-commerce는 미국과 캐나다, 멕시코, 영국, 일본, 한국, 대만, 호주에서 운영하고 있다.
한국에서는, 가장 최근에 2022년 8월 25일 김해에 새로 매장을 오픈하였으며 또 2022년에 서울의 고척에 입점하고 2023~2024년에 익산과 인천의 청라에 입점을 예정하고 있다. 그리고 2025년 에는 평택점 과 익산점 이 생겨 건설되어 코스트코 입점계획이며 2026년 에는 제주 서귀포시 신화월드 안덕면의 코스트코가 들어설 예정이며 입점한다. 그리고 다른 타지역 외에도 원주점 고양시 지축점 포항점 광주점 과 광양점 도 검토 조사 계획 확인중이며 코스트코 가 들어서면 호남의 총 4곳에 코스트코 가 있게되어 훨신 충청남도, 대전, 새종 호서지방 보다 많거나 강원 원주 에도 코스트코 가 입점 되면 강원특별자치도 영동지방 보다 많을것이다 호남이 말이다.그럼 총 한국의 코스트코 미국해외 대형창고할인마트 는 우리나라에서는 총 25곳이 있다라는 말이다.
2022년 회계연도 종료 기준으로 전 세계에 6580만 명의 실제 고객과 5310만 명의 고객들의 가족들을 포함하여 1억 1890만 명의 코스트코 회원들이 있다. 회원 가격은 2배가 비싸지만 구매 금액의 2%를 추가로 적립할 수 있는 이그제큐티브 카드 고객이 전체 고객 중에 45%를 차지하며 이 고객들이 전체 매출에서 차지하는 비중은 무려 70%가 넘는다. 미국과 캐나다가 제일 매출이 많아서 코스트코의 재무제표에는 3개의 섹터로 구분된다. 미국, 캐나다, 그 외 세계이다. 미국과 캐나다는 회원 갱신율이 93%이며 나머지 세계는 90%가 안된다. 또한 가장 많이 구매하는 회원인 이그제큐티브 회원이 전체 회원에서 차지하는 비중이 미국과 캐나다는 무려 57%이고 나머지 세계는 22%밖에 안된다.   
코스트코의 가장 큰 특징으로는 회원제 운영, 조건 없는 환불 정책, 낮은 마진율로 인한 저렴한 가격, 선택과 집중을 통한 적은 취급 품목 수, 1국가 1카드 원칙, 훌륭한 임직원 복지와 정책 등이 꼽힌다. 미국에서 평균 시급보다 2배 많은 시급이 기본이며, 이와 더불어 많은 직원 우선 철학으로 인해 일하기 좋은 기업으로 손꼽히기도 한다.

## 역사
1916년생인 솔 프라이스(Sol Price)는 미국 유통 산업의 발전에 대한 선구자이며 현재 미국 1위의 유통기업인 월마트의 샘스클럽과 2위의 코스트코의 기원이자 기반을 만든 사람이다. 
1954년 프라이스는 공무원(Public Officer)과 그들의 가족을 회원으로 하는 'FedMart'를 세웠으며 그는 미국 최초로 회원제 창고형 도매 할인매장을 사업에 구현한 인물이다.  그리고 코스트코의 창업자인 짐 시네갈은 1955년부터 가장 낮은 잡일부터 시작하여 후에 부사장까지 오르며 회원제 창고형 할인매장이 돌아가는 방식을, 그 경영 방식을 배웠다.(월마트의 창업자인 샘 월튼도 자서전에서 솔 프라이스의 사업 방식을 가장 많이 배웠다고 썼다.)
그는 1976년에 자신의 'FedMart'를 매각하고  아들 로버트 프라이스와 함께 이제는 일반 고객들을 대상으로 하는 회원제 매장인 '프라이스 클럽(Price Club)'을 만들었다. 1979년까지 짐 시네갈은 솔 프라이스의 밑에서 부사장으로 근무했었고 그 후 자신의 이름을 내건 유통 중개회사를 차렸다. 후에 변호사이자 유통사업가였던 제프리 브로트먼은 옷과 그것에 대한 유통 회사를 성공적으로 운영했던 아버지의 ''솔 프라이스의 Price Club을 눈여겨봐. 너도 이런 사업을 해야 한다.''라고 말했던 것을 마음에 새겨 25년 전부터 솔 프라이스의 제자로 프라이스 클럽에서 일해왔던 짐 시네갈을 만나 1983년에 서로 공동으로 투합해 Costco를 만들었다.
1983년 9월, 짐과 제프는 현재 코스트코의 본사가 있는 워싱턴 시애틀에 최초의 매장을 세웠으며 코스트코 자신의 브랜드인 Kirkland Signature 은 시애틀 근처의 커클랜드라는 도시의 이름에서 비롯되었다. 현재 커클랜드 시그니처 브랜드가 총 매출에서 차지하는 비중은 점점 커져 무려 3분의 1에 달하고 고객들이 매장에 오는 가장 중요한 이유 중에 하나가 품질이 좋고 가격이 상대적으로 낮은 커클랜드 제품이 있기 때문이다. 

## 특징
타 할인점으로부터 구별되는 코스트코의 특징은 다음과 같다. 짐 시네갈 창업주의 경영 방식이 투영되었다.

### 회원제 운영
코스트코는 다른 매장과 다르게 회원제로 운영하고 있으며 일반 고객은 골드 회원(4만 3000원), 법인 사업자 전용의 비즈니스 카드(3만 8천원), 그리고 구매금액의 2%를 적립하는 이그제큐티브(골드, 비즈니스) 카드(8만 6000원) 3개로 되어 있으며 2025년 5월 1일자로 인상되었다. 미국은 골드와 비즈니스 둘 다 60달러, 이그제큐티브는 120달러이다. 
회원제로 매장을 운영하는 이유는 분명하다. 회원으로서 연간 몇 만원씩 내는 고객들은 자신이 물건을 살 때 코스트코와 같은 회원 가입이 되어있는 곳으로 갈 확률이 상대적으로 높고, 비록 회원제 운영을 하는 것이 코스트코에게 있어 비용 절감 혹은 제품의 가격을 낮추는 되에 도움이 직접적으로 되지는 않는다. 그러나 고객들이 자신이 물건을 사려고 할 때 다른 곳보다 코스트코에 가는 빈도가, 그 비중이 상대적으로 높다면 결국 고객들이 다른 곳보다 코스트코를 조금 더 많이 가고 조금은 더 많이 산다는 것을 의미할 수 있다. 이것을 기회로 삼아 코스트코가 선택적으로 우량한 제품들을 소수로, 대량으로 사와 제품당 평균 매입단가를 대량구매를 통해 낮추고 제품 종류 수가 적기에 판매, 관리와 운송 등의 비용이 적어지기에 이 방법을 통해 고객들이 자주, 많이 사는 우량한 제품들을 저렴한 가격에 제공한다면 이것이 선순환 사이클로 이어져 코스트코는 (돈을 벌 목적보다)고객들이 회원이기 때문에 다른 곳보다 코스트코에 가는 것을 더 생각한다는 것을 기회로 삼아 자주, 많이 사는 품목들을 저렴하게 제공하는 것이 코스트코의, 그리고 회원제 매장 운영의 장점이라는 것을 알 수 있다.
결국 회원제이기에 회원제가 아닌 매장에 비해 고객의 수와 다양함이 적고 소수이긴 하지만 '확실한', 즉 상대적으로 자주, 심지어는 많이 사는 고객들에게 확실한 제품을 저렴하게 제공하는 것이 코스트코의 회원제 매장 운영의 목적이라는 것을 알 수 있다. 소수의 제품을 저렴하게 대량으로 파는 코스트코의 목적과 일치한다.

### 마진율 15% 원칙
코스트코는 가격 최소화를 위해 일반상품 마진율 14%, 자체상표인 커클랜드 마진율 15% 원칙을 지키고 있다. 짐 시네갈 창업주는 "마진율 15%는 우리도 돈을 벌고 고객도 만족할 수 있는 적당한 기준이며, 마진율을 16%나 18%로 인상하는 순간 코스트코가 가격과 비용을 최소화하려 했던 모든 노력들이 무너져 내릴 것"이라고 강조해왔다. 일반적으로 대한민국의 대형마트의 유통마진율은 30%가 넘는다(이마트 33.9%, 롯데마트 35.3%, 홈플러스는 34.2%)
| “ | 커클랜드 시그니처의 마진률은 15%를 유지해야 한다. 15%는 우리도 돈을 벌고 고객도 만족할 수 있는 적당한 기준이며, 마진율을 16%나 18%로 올리는 순간 가격과 비용을 최소화하려 했던 코스트코의 모든 노력이 물거품 될 것이다. | ” |
|   | — 코스트코 창립자 짐 시네갈 |   |

### 취급하는 제품의 수
월마트가 14만 개 이상의 상품을, 롯데마트와 이마트가 6만여 개 상품을 판매하며 다른 대형마트가 보통 수만 개~10만 개가 넘어가는 다양한 상품을 취급하는 데 비해 코스트코 전체 매장의 취급 품목 수는 보통 4000개를 넘지 않는다. 이는 유통 구조의 복잡성에 의한 비용의 엄청난 증가와 관련이 있는데, 예를 들어 매장에 취급 품목 수가 4천 개에서 8천 개로 늘어나면 이 8천개를 유통, 운송하는 데에 드는 비용이 단순히 품목 수가 2배 늘어난 것보다 더 많아지게 된다. 또한 이렇게 많은 수의 품목들을 넣다보면 적은 품목 수의 매장에 비해 제품당 더 적은 양을 가지고 와야 하며 이것은 대량 구매를 통한 할인의 적용이 제한되어 평균 단가가 비싸진다는 것을 의미한다.
즉 코스트코는 확실하게 유명하며 잘 팔리고, 더해서 대량으로 팔리는 중요한 물건들을 소수 선택하여 유통 비용 구조를 최대한 낮추고 그 소수의 제품에 집중하고 그 물건을 다른 유통기업보다 더 많이, 대량으로 구매하여 제품 평균 단가를 낮춰 이 확실한 상품들을 대량으로 파는 것이 코스트코의 주요 사업이다. 간단히 말해 사람들이 확실하게, 많이 사는 제품들을 소수만 선택하여 유통 비용을 낮추고 또한 이것을 대량구매하여 결국 그 확실한 제품들을 사올 수 있는 가장 저렴한 방식을 택하여 고객들에게 공급하는 것이다.

### 환불 정책
코스트코의 정책상 소비자는 제품이 마음에 들지 않으면 언제든 100% 환불이 가능하다. 구입일로부터 90일 기한이 정해져 있는 컴퓨터, 카메라, 태블릿, 노트북등만 아니면 환불 기간에 제한이 없다. 이는 여타 대형마트와 비교할 때 이례적인 것이다. 이 때문에 환불 정책을 악용하여 식품류의 경우 거의 다 먹고 나서 악의적으로 환불 하는 사람들이 문제가 되기도 했다. 

### 훌륭한 직원 복지와 낮은 이직률
코스트코 매장의 계산대 직원 대부분이 정규직이며 연봉은 5만 달러 안팎으로 높은 편이다. 또한 정년이 없어 직원 중에는 60~70살의 노년층도 꽤나 있다. 2015년 1월 기준, 미국의 최저 임금은 시간당 7.25달러지만 코스트코 직원의 임금 평균은 시급이 15.2달러다. 또한 코스트코의 직원의 90%가 회사가 제공하는 의료보험 혜택을 받고 있다. 전체 임직원의 최소 50%는 정규직이어야 한다는 신념을 가지고 있다. 또한 연봉의 8%만 내면 의료보험 혜택을 받을 수 있다. 참고로
월마트의 직원들은 연봉의 25%를 의료보험료로 지불한다. 이를 토대로 코스트코의 연간 이직률은 6% 밖에 되지 않는다. 반면 월마트의 연간 이직률은 44%나 된다.
창립자 짐 시네갈은 '돈은 매장에서 벌기에 경영진은 매장 직원과 고객을 왕처럼 대접해야 한다.'라는 원칙을 정하였다. 사무실 벽에는 '매장에서 연락이 오면 모든 일을 잠시 멈추고 매장일에 집중하라'라는 문구가 써 붙여 지기도 했다. 국내 코스트코 직원에 따르면 출근 시간이 만약 15분 늦었다면 그 만큼만 더 연장해서 일하는 시스템이라고 한다. 또한 추가 근무에 따라서 시간 당이 아닌 15분씩 수당을 지급하고 있다고 한다. 

## 커클랜드 시그니춰
커클랜드 시그니춰(영어: Kirkland Signature)는 1996년에 탄생한 코스트코의 자체 개발 상품 브랜드이다. 이름은 코스트코 미국 1호점이 개장한 시애틀의 커클랜드라는 작은 도시의 이름에서 유래됐다. 본래 각각의 제품 종류들에 따라 다양한 브랜드를 만들었지만 미국에서는 자사 브랜드가 질 낮은 제품으로 인식되지만 영국과 같은 다른 나라에서는 품질이 높은 제품으로 인식된다는 것을 알게 되어 모든 제품들을 다 하나의 브랜드, Kirkland Signature 로 만들었다. 원래 짐 시네갈은 시애틀 시그니처라 하고 싶었지만 상표권 문제가 있어 첫 매장의 지역이었던 커클랜드로 하기로 했다. 과자, 음료, 생수, 커피, 피자, 가정용품, 사료, 여행용 가방, 전자 기기, 의류, 견과류, 세제 등의 가정에서 필요한 거의 전 품목을 다룬다. 또한 커클랜드 시그니춰는 저렴한 제품 가격을 유지하기 위해 마진율을 15%로 유지하는 것을 원칙으로 한다. 이 브랜드로 제공하는 제품들은 코스트코가 직접 제조 기업과 연결하여 공동 개발을 통해 제조한 제품을 코스트코 커클랜드라는 이름으로 제공하는 것이다. 이 브랜드의 제품들은 CEO 젤리넥이 말하듯이 훌륭한 품질과 저렴한 가격의 상징으로서, 이것에 동의하는 코스트코의 거의 모든 고객들은 이 제품들을 위해 코스트코에 방문하는 것이 상당수의 이유다. 커클랜드 제품들은 코스트코 전체 매출의 30%가 넘는 비중을 차지하고 있다.

## 1국가 1카드 원칙
각국 코스트코 매장에서는 현금과 수표, 상품권 외에 신용카드로는 코스트코와 계약을 맺은 한 회사의 카드만 사용이 가능한 1국가 1카드 원칙을 고수하고 있다. 목적은 카드사에 지급하는 가맹점 수수료를 최소화하기 위해서다. 이는 위에서 본 코스트코가 다른 유통 기업에 비해 소수의 확실한 제품만을 선택하여 4천 개 정도로 제품의 수를 제한하는 방식의 구조와 일치한다. 기업이 다양한 카드사의 카드들을 전부 수용하여 결제를 한다면 코스트코와 거래하든 그 어떤 기업과 거래하든 카드사들은 서로 '경쟁이 없기 때문에' 기업이라고 해서 수수료율을 낮추지 않는다. 
소수의, 혹은 하나의 카드사를 선택하는 기업은 모든 카드를 수용하는 기업에 비해 전체 매출과 영업이익에서 카드사 수수료가 차지하는 비중이 더 낮아지게 된다. 또한 가장 중요하게도 하나의 카드사만 선택한다면 기업은 모든 카드를 수용하는 기업들에 비해 그 하나의 카드사와의 독점 계약으로 인해 수수료율을 다른 기업들보다 낮출 수 있다는 점이 있다. 코스트코는 이렇게 전체 수익에서 카드사 수수료가 차지하는 비중을 최소로 줄이고 그 유일한 카드사에서도 독점 계약을 통한 상대적인 수수료율 할인을 통해 여기에서 나오는 추가적인 이익을 다 고객들에게 최대한 낮은 가격을 통해 돌려주고 있다. 이 이유로 인해 하나의 카드사와만 거래를 하며 코스트코 회원은 물건을 사기 위해 자신의 은행 계좌를 그 카드사와 연동시켜야 한다. 카드사에 대해서도 이러한 선택과 소수의 집중을 통해 할 수 있는 한 최대한 비용을 낮추는 코스트코의 신념은 최대한 가격을 낮추겠다는 이 창업자들의 본래 설립 목적과 일치한다.
본진인 미국에서는 비자카드만 사용이 가능하다. 코스트코 측은 이런 원칙에 대해, 카드사 한 곳만 거래함으로써 카드사 가맹점 수수료율 부담을 줄여 제품 가격을 낮추기 위한 정책이라고 하고 있으나, 소비자의 불편 때문에 대한민국 내에서 논란이 있었다. 대한민국에서는 2000년부터 2019년 5월 23일까지 삼성카드와 독점 계약하여 삼성카드만 이용할 수 있었으며, 최고 2.5%의 수수료율이 통용되는 카드 업계에서 0.7%의 낮은 수수료율로 계약하는 방식으로 가격을 낮출 수 있었다. 2015년에 오픈한 코스트코 온라인 몰에서도 여전히 삼성카드만 통용된다. 2015년에는 삼성카드와 4년 재계약에 합의했다.
2019년 5월 24일부터 삼성카드에서 현대카드로 바뀌었다. 이에 따라 대한민국 발행 카드는 현대카드의 체크카드와 신용카드가 대한민국 내 코스트코 매장에서 이용이 가능하며, 현대 체크카드는 SC제일은행 제휴형 외에는 연회비 2,000원을 받는다. 대한민국 코스트코 매장에서 외국 발행 카드는 비자카드만 이용할 수 있다.
미국에서는 16년 동안 아멕스와 함께해 왔으나, 2015년 2월 아멕스와의 재계약 협상이 결렬됐다. 이에 따라 아멕스와 코스트코의 계약은 2016년 3월 31일에 만료됐다. 아멕스와 협상이 결렬된 코스트코는 새로운 파트너로 씨티은행과 비자카드를 선정했다. 아멕스가 코스트코와 재계약에 실패함에 따라, 대한민국 코스트코 매장에서도 외국 발행 카드는 비자카드만 받게 됐다. 2014년 9월에는 캐나다 코스트코 역시 아멕스와의 재계약 협상이 결렬됐고, 마스터카드가 새로운 파트너로 선정됐다.
다만, 오스트레일리아에서는 1국가 1카드 원칙이 배제된다. 아멕스 외에 비자카드, 마스터카드도 이용이 가능하다.

## 전 세계 점포 현황
2025년 5월 기준 코스트코는 849개의 점포를 운영 중이다: 2011년 창립자 시네걸이 인터뷰에서 세계에서 가장 물건이 많이 팔리는 점포는 대한민국 서울의 양재점이라고 밝혔다.
- 미국 : 624개 : (푸에르토리코 4개 포함)
- 캐나다 : 109개
- 멕시코 : 41개
- 일본 : 37개
- 영국 : 29개
- 대한민국 : 20개
- 오스트레일리아 : 15개
- 중화민국(타이완) : 14개
- 중국 : 7개 상하이시 2019년 8월 28일 진출
- 스페인 : 5개
- 프랑스 : 2개 일 드 프랑스 2017년 7월 22일 진출
- 아이슬란드 : 1개 가르다바이르 2017년 5월23일 진출
- 뉴질랜드 : 1개 오클랜드 2021년 6월 진출
- 스웨덴 : 1개

## 대한민국의 코스트코
주식회사 코스트코 코리아로 1994년 신세계(지분:3%)와 제휴하여 서울특별시 영등포구 양평동에 프라이스클럽으로 처음 개점했으며, 1998년 신세계가 프라이스클럽 점포를 美 코스트코 홀세일 본사에 매각, 이후에는 본사 명칭처럼 코스트코 홀세일로 이름을 바꾸어 운영하고 있다. 2019년 4월 30일 기준으로, 코스트코 코리아의 본사가 있는 광명점을 포함하여 16개 점포를 운영하고 있다. 대한민국에서 운영 중인 할인점들 중 롯데마트 빅 마켓이 오픈하기 전까지는 유일하게 연회비를 받는 회원제로 운영하며, 비회원은 전단지의 1일 패스권을 이용하거나 코스트코 상품권을 이용하여 출입할 수 있다. 코스트코 상품권을 통해서 상품을 구입하는 경우에는 회원 할인을 받지 못할 수도 있다. 적용되는 상품과 안되는 상품은 결제할 때 알 수 있다.  
코스트코 코리아는 본래 서울특별시 영등포구 양평동에 본사가 있었으나, 2012년에 광명역 근처의 경기도 광명시 일직동 광명점으로 이전했다.
본래 신세계그룹과 합작해서 진출한 관계로 일부 매장은 건물주가 이마트로 되어 있었으나, 이마트가 구조조정에 들어가면서 2017년 9월에 코스트코 코리아의 지분을 코스트코 이사콰 본사에 모두 매각했다. 이에 따라 이마트에서 건물을 임차하여 운영했던 3개 지점의 소유권이 코스트코로 넘어오게 되면서, 폐점하지 않고 그대로 운영하기로 했다.

### 대한민국 코스트코 점포
- 2025년 현재 기준으로 삼는다.
- 신정, 설날, 추석 당일 혹은 매월 둘째, 넷째 일요일날 휴무로 정한다. (실제 매장 휴무일 다를 수 있음)
- 매장 찾기 사이트 : 매장 찾기 - 코스트코 코리아

- 단일 신용카드 사용원칙 : 대한민국에서는 현금, 자기앞 수표, 상품권, 외국발행 비자카드, 현대카드[15]만 사용이 가능하다.[16]
- 비즈니스 회원권 : 모든 사업자 등록이 되어 있는 등록 법인 및 개인 사업자, 비영리 기관 및 정부 기관이 가입할 수 있으며 연회비는 33,000원이고 가족 카드가 1매 포함된다.
- 골드스타 회원권 : 만 19세 이상의 일반 개인이 가입할 수 있으며 연회비는 38,500원이고 가족 카드가 1매 포함된다.
- 이그제큐티브 회원권 : 기존 회원권에서 추가로 연간 구매금액의 2%를 리워드로 적립(연간 최대 1백만 원, 일부 품목 제외)가능하며 연회비는 80,000원이고 가족 카드가 1매 포함된다. 기존 회원권에서 잔여 개월 수를 계산하여 이그제큐티브 회원권으로 업그레이드가 가능하다.
- 상품권 : 코스트코 상품권의 구입은 코스트코 회원권을 소지한 자만이 가능하다. 상품권은 10만원권을 판매한다. 상품권으로 코스트코 물품을 구매할 경우, 회원권 할인행사가 적용되지 않는다. 물품 구매시 상품권 액면금액보다 적게 나왔을 경우, 현금으로 받을 수 있으며, 상품권 액면금액보다 높게 나왔을 경우, 현금이나 현대카드[17]로 결제가 가능하다.

## 기타
코스트코는 질 좋은 제품을 저렴한 가격에 파는것으로 유명한데 때때로 상당히 좋은 물건이나 고급 브랜드 제품을 시중 가격에 훨씬 못 미치는 가격에 내놔 고객들은 이를 두고 '보물 사냥(The treasure hunts)'이라고 부른다.
2014년에는 포춘이 선정한 500대 기업 중 19위를 차지하기도 했다.
코스트코의 높은 직원 시급을 두고 미국의 전 대통령 버락 오바마는 "코스트코처럼 수익성 있는 회사는 고임금을 생산성 향상의 수단으로 삼는다."고 칭찬했다.
코스트코는 2020년 12월 전 세계적으로 갇힌 계란을 금지 할 것이라고 발표했다. 이 회사는 공급망 내 동물 제한에 대한 글로벌 정책을 발표 한 최초의 미국 소매 업체가 되었다. 코스트코재무 계획 및 IR 담당 이사인 Josh Dahmen도“우리는 케이지없는 계란으로 전환하는 과정에 있습니다. 시간이 지남에 따라 비율을 계속해서 늘릴 것이며 궁극적으로 100%에 도달한다는 목표를 가지고 있습니다.”라고 말했다.

## 같이 보기
- 롯데마트
- 이마트
- 홈플러스